# Franz Cisar
Franz Cisar (28 de novembre de 1908) és un antic futbolista austríac de la dècada dels 1930.
La seva carrera esportiva es perllongà entre els anys 1926 i 1938. Jugava a la posició de defensa i pel que fa a clubs, destacà al Wiener AC. Amb la selecció d'Àustria jugà 9 partits i representà el seu país a la Copa del Món de Futbol de 1934.

## Palmarès
- Copa austríaca de futbol (1):
  - 1931